# Vicepresidente del Messico
Il Vicepresidente del Messico è stata la figura del governo che supportava e/o sostituiva il Presidente del Messico. Il ruolo è stato creato con la Costituzione del Messico del 1824 fino ad abilirla nel 1917.

## Elenco
| Ritratto | Nominativo                  | Mandato della carica               |
| -------- | --------------------------- | ---------------------------------- |
|          | Nicolás Bravo               | 10 ottobre 1824 - dicembre 1827    |
|          | Anastasio Bustamante        | 11 giugno 1829 - 23 dicembre 1832  |
|          | Valentín Gómez Farías       | 23 dicembre 1846 - 1 aprile 1847   |
|          | Ramón Corral                | 1º dicembre 1904 – 25 maggio 1911  |
|          | Abraham González Casavantes | 25 maggio 1911 - 6 novembre 1911   |
|          | José María Pino Suárez      | 6 novembre 1911 - 19 febbraio 1913 |